# 3Sロープウェイ
3Sロープウェイまたは3Sゴンドラリフト（ドイツ語: 3S-Bahn、イギリス英語: 3S Cable Car または 3S Gondola Lift、アメリカ英語: 3S Aerial Tramway）は、スイス・トゥーンにあるフォン・ロール傘下であったフォン・ロール・トランスポート・システムズ（英語：Von Roll transport systems、現・ドッペルマイヤー・ガラベンタ・グループ）によって開発された索道システム。ゴンドラリフトと交走式ロープウェイそれぞれの利点を併せ持つ。先頭の「3S」は、ドイツ語の「3-Seil（3本ロープの意）」から来ている。

## システムの概要
3Sロープウェイの最初の建設はアルパインエクスプレスIで、1991年ザースフェーで建設された。さらに1994年にはアルパインエクスプレスII が稼働を開始したが、これ以降の建設は行われなかった。 
搬器は約30人分の乗客収容スペースを持ち、フニテルで使用されるものと共通となっている。2本の固定式ロープ（支索）で懸垂、残り1本の循環式ロープ（曳索）で牽引を行う。最高速度は6m/s。 
システムは「3S」の名前の由来でもある3本の支曳索（ロープ）で構成され、ゴンドラは、従来の循環式索道と同様に支曳索から取り外し可能で、他のゴンドラ運行に支障なく乗降できる。この方式は三線自動循環式（TGD：Tricable Gondola Detachable）とも呼ばれ、従来の交走式ロープウェイと比べ、次のような利点がある。 
- 同規模の交走式ロープウェイと比較してエネルギー消費が少ない
- 強風での安定性・快適性
- より高い地点に建設可能
- 高速運転 - ７m/s超の運転が可能
- 大人数乗車可能な大型搬器
- バリアフリー対応
- 滑車内蔵型発電機による無線LAN、空調等の電源搭載が可能

アルパインエクスプレスの開発建設には7000万スイス・フランが費やされたが、ザースフェーの2基以外はフォン・ロールによる3Sロープウェイ建設は無く、フォン・ロールも1996年にオーストリアのドッペルマイヤー・グループに買収され、以降の建設はドッペルマイヤーが行っている。 
2009年、本方式としては初の都市索道としてザイルバーン・コブレンツが建設された。
後に、イタリアのライトナー・グループも3Sロープウェイの開発を行った。
曲線で建設出来ない索道の弱点を克服するため、ランゲン式や上野式に類似した懸垂式モノレールへ台車を使用して乗り入れ、公共交通機関にする方法も構想されている。外観は同じく索道技術を応用したスカイレールにも類似しており、想定されている運航方式も、前者よりは従来の自動循環式ゴンドラリフトやこちらに近い。

## キッツビュール3Sロープウェイ
オーストリア・キッツビュール3Sロープウェイは、ソーカセルグラベン地域と、キルヒベルク・レスターヘーエのスキー場を接続している。2005年1月に開業、全長3,642メートル、所要時間は約9分。最も高い地点は地上から400メートル。支柱は80メートルのものが1本のみで、谷側の駅との間隔は2,507メートル。建設費は1,350万ユーロ、ゴンドラは1基あたり10万ユーロ。 
施工会社はドッペルマイヤー。ケーブルの直径は54ミリ。 
消費電力は400キロワット。 
ゴンドラは全部で19基だが、24基まで拡張可能。各ゴンドラは24人収容でき、毎時3,200人を輸送できる。一部のゴンドラにはガラスの床が使用されており、400メートル下の地上を眺められる。 

## ピーク2ピーク・ゴンドラ
2008年12月、カナダ・ブリティッシュコロンビア州のウィスラー・ブラックコームスキーリゾートは、 ウィスラーラウンドハウスロッジとランデブーを結ぶピーク2ピーク・ゴンドラ開業し、ブラッコムは3Sロープウェイを設置する北米初のスキー場となった。2つのスキー場の接続という点では、キッツビュール3Sケーブルカーと類似している。ピーク2ピーク・ゴンドラの開業により、ウィスラー・ブラッコム間の往来に下山の必要が無くなった。